# Classe Kaïman
La classe Kaïman (Кайман en russe) était une classe de sous-marins de la marine impériale russe. Quatre bâtiments virent le jour :
- Alligator : 1911
- Kaiman : 1911
- Drakon : 1911
- Krokodil : 1911

Les sous-marins furent construits par l'entreprise Lake à la «W:m Crichton & C:o» à Saint-Pétersbourg, ils souffraient de plusieurs défauts, et des modifications furent apportées à Reval sous la direction de la commission spéciale des sous-mariniers russe.
Au début de la Première Guerre mondiale, l'Alligator, le Kaïman et le Krokodil furent équipés d'un canon de calibre 47 mm, le Drakon reçut un canon de 37 mm.
À la fin de l'année 1916, les sous-marins furent retirés de la flotte et désarmés. En 1918, ils furent capturés par les Allemands pendant l'occupation de Reval.

## Source
- Igor D Spassky et V P Semyonov, Submarines of the tsarist navy : a pictorial history, Annapolis, Md, Naval Institute Press, 1998, 94 p. (ISBN 978-1-557-50771-6).
- https://www.soumarsov.eu/Sous-marins/Avt17/Kaiman/Kaiman.htm